# 2Face
2Face è un brano musicale della cantante giapponese j-pop Beni, pubblicato come secondo singolo estratto dall'album Jewel il 24 novembre 2010. Il singolo è arrivato sino alla sessantottesima posizione della classifica Oricon dei singoli più venduti in Giappone.

## Tracce
CD Singolo UPCH-89091
1. 2FACE
2. Heaven's Door DJ Hasebe Remix
3. Yura Yura Jazztronik Remix (ユラユラ)
4. 2FACE (Instrumental)

## Classifiche
| Classifica (2010) | Posizione più alta |
| ----------------- | ------------------ |
| Giappone (Oricon) | 68                 |